# Paryje (Gbiska)
Paryje – część wsi Gbiska w Polsce, położona w województwie podkarpackim, w powiecie strzyżowskim, w gminie Strzyżów. 
W latach 1975–1998 Paryje administracyjnie należały do województwa rzeszowskiego.